# Guillermina Garmendia
Guillermina Garmendia, también conocida por su nombre de casada Guillermina Garmendia de Camusso (San Miguel de Tucumán, 24 de febrero de 1925; Morón, 18 de marzo de 2009) fue una filósofa, escritora, ensayista y profesora universitaria de Argentina. Discípula de Rodolfo Mondolfo en la Universidad Nacional de Tucumán, fue una de las principales motorizadoras de las llamadas Cátedras nacionales en la Universidad de Buenos Aires entre 1967 y 1972. De ideas socialistas, fue perseguida por el terrorismo de Estado y en 1976 debió partir al exilio en Colombia durante la dictadura que tomó el poder ese año. Volvió a su país en 1986, una vez recuperada la democracia. Entre sus obras se destacan El pensamiento esencial de Sartre, Marcuse, Thomas Hobbes y el origen del Estado burgués (con Nelly Schnait) y Experiencia y filosofía: de la finitud a la eternidad (con María Victoria Suárez).
El pensamiento de Guillermina Garmendia cuestiona el extremismo racionalista, sosteniendo que no existe la verdad absoluta y que por ello es necesario privilegiar el vínculo con el otro, el pensamiento interdisciplinario y el papel central de una ética del compromiso: "el prójimo es lo primero". Apasionada por la figura de Spinoza, construyó un pensamiento humanista que "no se define por la razón, sino por la potencia del ser, o sea de existir".

## Biografía
Guillermina Garmendia nació en San Miguel de Tucumán el 24 de febrero de 1925. Su madre fue maestra y su padre contador y juntos formaron una familia con un hijo y dos hijas. Se recibió de maestra normal y luego comenzó a estudiar filosofía en la Universidad Nacional de Tucumán, donde fue discípula y amiga del filósofo socialista italiano Rodolfo Mondolfo. Garmendia mantendría una adhesión a las ideas socialistas durante toda su vida. Egresó como licenciada en Filosofía en 1952 y obtuvo una beca para perfeccionarse en Roma, donde permaneció seis años y obtuvo el doctorado en filosofía en la Universitá Degli Studi di Roma. Allí se casó con al cineasta argentino Adelqui Camusso, con quien tendría dos hijas. Tras publicar desde Roma un manifiesto junto a decenas de académicos y filósofos e intelectuales argentinos contra el golpe de Estado de 1955 debió permanecer exiliada en Italia.
Volvió a la Argentina en diciembre de  1958 ingresando a la Facultad de Filosofía y Letras de las Universidad de Buenos Aires, en la Cátedra de Ética, primero como jefa de trabajos prácticos y luego como profesora adjunta. En 1966 tomó el poder la primera dictadura permanente, encabezada por el general Juan Carlos Onganía, que disolvió los partidos políticos, intervino las universidades e implementó una política represiva que encontraría respuesta a partir de 1969 en una sucesión de puebladas insurreccionales, de las cuales el Cordobazo fue la más conocida. Una gran cantidad de profesores e intelectuales tomaron el camino del exilio, dando inicio en Argentina al proceso de fuga de cerebros, pero Garmendia formó parte del grupo que decidió permanecer en la universidad y resistir.
En ese contexto, en 1967 Garmendia fue una de las protagonistas de lo que se ha conocido como el fenómeno de las Cátedras nacionales, una serie de cátedras críticas de la dictadura reinante, apoyadas en una bibliografía latinoamericanista en la que confluían el marxismo y el pensamiento cristiano posconciliar que estaba en ese momento conformando la Teología de la liberación. Garmendia fue una de las iniciadoras del fenómeno en la Facultad de Filosofía y Letras, al organizar el Seminario de Pensamiento Argentino junto a Amelia Podetti en 1968.
En 1973 la dictadura fue derrocada, siendo elegido presidente, primero Héctor J. Cámpora y luego Juan Domingo Perón, como candidatos de una alianza multiparidaria encabezada por el peronismo, con apoyo del frondizismo y sectores comunistas, socialistas, conservadores y demócrata cristianos. En ese contexto la universidad vivió un momento de libertad y masificación. Bajo la dirección de Rodolfo Puiggrós, Garmendia fue nombrada al frente de la cátedra de Historia del Pensamiento Argentino y directora del Centro de Pensamiento Argentino, ganando por concurso la cátedra de Historia de la Filosofía Contemporánea. En este período publicó su primer libro, Thomas Hobbes y los orígenes del Estado burgués (1973), escrito con Nelly Schnait.
Luego de la muerte del presidente Perón en 1974 y con el inicio del terrorismo de Estado llevado adelante por la Alianza Anticomunista Argentina (Triple A), Guillermina Garmendia fue expulsada de la universidad. El 24 de marzo de 1976 tomó el poder una dictadura que generalizó y sistematizó el terrorismo de Estado. Garmendia se encontraba entre las personas que podían resultar víctimas de desaparición forzada y pocos días antes de que su casa fuera allanada y todos sus libros quemados, abandonó el país con toda su familia. Su sobrino y dirigente estudiantil, Ángel Mario Garmendia, con quién mantenía una relación de afecto profundo e identificación ideológica, fue detenido-desaparecido en Tucumán en 1977, siendo una de las víctimas por las que fue condenado el represor Luciano Benjamín Menéndez.
Luego de deambular por varios países, la familia Garmendia se radicó en Bogotá, Colombia, donde Guillermina fue contratada por la Universidad Nacional de Bogotá, la Universidad Externado de Colombia y la Universidad del Rosario, así como los periódicos El Espectador y El Tiempo. En este período publicó El pensamiento esencial de Sartre (1977), editado por el Centro Editor de América Latina en Buenos Aires, republicado al año siguiente bajo el título de Sarte, donde destacó el compromiso social que propone la filosofía sartreana.
Luego de recuperada la democracia en Argentina en diciembre de 1983, Garmendia retornó al país en 1986, radicándose en Morón, en el Conurbano de Buenos Aires. Desde entonces trabajó como apoyo filosófico para profesionales de psicología, desde el ámbito de la Asociación Psicoanalítica Argentina (APA). En 2004 publicó Experiencia y filosofía: de la finitud a la eternidad, una recopilación de artículos propios que condensan su manera de pensar. El 19 de diciembre de 2007 el Consejo Deliberante de la ciudad de Morón la condecoró como Ciudadana Ilustre.
Falleció a los 84 años, el 18 de marzo de 2009. Su hija menor Ana Camusso, es una reconocida artista plástica radicada en Israel.

## Pensamiento
El pensamiento de Guillermina Garmendia cuestiona el extremismo racionalista, sosteniendo que no existe la verdad absoluta y que por ello es necesario privilegiar el vínculo con el otro, el pensamiento interdisciplinario y el papel central de una ética del compromiso:"el prójimo es lo primero". Apasionada por la figura de Spinoza, construyó un pensamiento humanista que "no se define por la razón, sino por la potencia del ser, o sea de existir".

## Obras
Entre sus obras publicadas puede señalarse:
- «Marcuse». Los hombres de la historia (172). Buenos Aires: Centro Editor de América Latina. 1971.
- Garmendia de Camusso, Guillermina; Schnait, Nelly (1973). Thomas Hobbes y los orígenes del Estado burgués. Buenos Aires: Siglo XXI.
- Garmendia de Camusso, Guillermina (1977). El pensamiento esencial de Sartre. Buenos Aires: Centro Editor de América Latina.
- Garmendia de Camusso, Guillermina; Suárez, María Victoria (2004). Experiencia y filosofía: de la finitud a la eternidad. Buenos Aires: Colihue. ISBN 950-581-499-2.